# Kong Christian d. X's 70 Aars Fødselsdag
|  | Denne artikel er oprettet af botten Steenthbot ud fra en ekstern database. Den kan derfor have sproglige fejl eller mangler. Denne skabelon kan fjernes efter kontrol af indholdet. |

Kong Christian d. X's 70 Aars Fødselsdag er en dansk dokumentarisk optagelse fra 1940.

## Handling
Optagelser fra København 26. september 1940, hvor Kong Christian X fejrer sin 70 års fødselsdag. Byen fester for kongen med flag, blomsterudsmykninger og musik. Danskerne har taget opstilling langs gader og pladser, der vinkes og flages. Filmen har karakter af at være privatoptagelser.

## Medvirkende
- Kong Christian X
- Dronning Alexandrine
- Kong Frederik IX
- Dronning Ingrid
- Dronning Margrethe II
- Prinsesse Elisabeth